# Association sportive de Monaco 2020-2021 (pallacanestro)
Questa voce raccoglie le informazioni riguardanti l'Association sportive de Monaco nelle competizioni ufficiali della stagione 2020-2021.

## Stagione
La stagione 2020-2021 dell'Association sportive de Monaco è la 29ª nel massimo campionato francese di pallacanestro, la Pro A.

## Roster
Aggiornato al 18 agosto 2018.
| Monaco 2020-21 | Monaco 2020-21 |
| Giocatori      | Staff tecnico  |
| -------------- | -------------- |

| N. | Naz.                                         | Ruolo | Nome                | Anno | Alt.   | Peso   |  |
| -- | -------------------------------------------- | ----- | ------------------- | ---- | ------ | ------ |  |
| 0  | Trinidad e Tobago (bandiera)                 | P     | Khadeen Carrington  | 1995 | 193 cm | 88 kg  |  |
| 1  | Stati Uniti (bandiera) · Bulgaria (bandiera) | P     | Dee Bost (C)        | 1989 | 188 cm | 80 kg  |  |
| 2  | Francia (bandiera)                           | G     | Yohan Choupas       | 2000 | 193 cm | 84 kg  |  |
| 3  | Francia (bandiera)                           | P     | Rudy Demahis-Ballou | 2002 | 187 cm |        |  |
| 7  | Francia (bandiera)                           | AG    | Damien Inglis       | 1995 | 204 cm | 112 kg |  |
| 9  | Stati Uniti (bandiera)                       | G     | Marcos Knight       | 1989 | 188 cm | 98 kg  |  |
| 10 | Stati Uniti (bandiera)                       | GA    | Wesley Saunders     | 1993 | 196 cm | 88 kg  |  |
| 11 | Francia (bandiera)                           | PG    | Abdoulaye N'Doye    | 1998 | 198 cm | 93 kg  |  |
| 12 | RD del Congo (bandiera) · Francia (bandiera) | C     | Kevin Keliki        | 2000 | 208 cm |        |  |
| 13 | Francia (bandiera)                           | AC    | Jordan Ratton       | 2001 | 202 cm |        |  |
| 15 | Francia (bandiera)                           | AC    | Wilfried Yeguete    | 1991 | 202 cm | 104 kg |  |
| 21 | Stati Uniti (bandiera)                       | AC    | Darral Willis       | 1996 | 206 cm | 102 kg |  |
| 22 | Stati Uniti (bandiera)                       | AG    | J.J. O'Brien        | 1992 | 201 cm | 103 kg |  |
| 24 | Slovenia (bandiera) · Austria (bandiera)     | AC    | Rašid Mahalbašić    | 1990 | 210 cm | 101 kg |  |
| 26 | Francia (bandiera)                           | C     | Mathias Lessort     | 1995 | 206 cm | 112 kg |  |
| 28 | Senegal (bandiera) · Francia (bandiera)      | C     | Ibrahima Fall Faye  | 1997 | 208 cm | 105 kg |  |
| 32 | Stati Uniti (bandiera)                       | PG    | Rob Gray            | 1994 | 186 cm | 84 kg  |  |
| 44 | Serbia (bandiera)                            | P     | Nikola Rebić        | 1995 | 188 cm | 80 kg  |  |
| 77 | Stati Uniti (bandiera)                       | G     | Branden Frazier     | 1992 | 191 cm | 77 kg  |  |
| 91 | Francia (bandiera)                           | A     | Boukhary Cissoko    | 2000 | 199 cm |        |  |

| Allenatore                                                             |
| - Zvezdan Mitrović                                                     |
| Assistente/i                                                           |
| - Mirko Ocokoljić Legenda - (C) Capitano - (IN) Inattivo - Infortunato |

## Mercato

### Sessione estiva
| Acquisti | Acquisti           | Acquisti        | Acquisti   | Acquisti |
| R.       | Nome               | da              | Modalità   |          |
| -------- | ------------------ | --------------- | ---------- | -------- |
| PG       | Khadeen Carrington | Saski Baskonia  | svincolato |          |
| AC       | Darral Willis      | Nižnij Novgorod | svincolato |          |
| AG       | Damien Inglis      | Strasburgo      | svincolato |          |
| GA       | Wesley Saunders    | Vanoli Cremona  | svincolato |          |
| P        | Marcos Knight      | R. Ludwigsburg  | svincolato |          |
| G        | Yohan Choupas      | Pau-Lacq-Orthez | svincolato |          |
| C        | Mathias Lessort    | Bayern Monaco   | svincolato |          |
| PG       | Abdoulaye N'Doye   | Cholet          | svincolato |          |

| Cessioni | Cessioni          | Cessioni        | Cessioni       | Cessioni |
| R.       | Nome              | a               | Modalità       |          |
| -------- | ----------------- | --------------- | -------------- | -------- |
| G        | Yakuba Ouattara   | Real Betis      | fine contratto |          |
| P        | Anthony Clemmons  | Igokea          | fine contratto |          |
| P        | Norris Cole       | ASVEL           | fine contratto |          |
| C        | Eric Buckner      | Élan Chalon     | fine contratto |          |
| GA       | Paul Lacombe      | ASVEL           | fine contratto |          |
| C        | Landing Sané      | Orléans Loiret  | fine contratto |          |
| P        | Melwin Pantzar    | Real Valladolid | fine contratto |          |
| C        | Elmedin Kikanović | Ormanspor       | fine contratto |          |

### Dopo l'inizio della stagione
| Acquisti | Acquisti           | Acquisti         | Acquisti         | Acquisti   |
| R.       | Nome               | da               | Data             | Modalità   |
| -------- | ------------------ | ---------------- | ---------------- | ---------- |
| P        | Nikola Rebić       | Free agent       | 26 ottobre 2020  | svincolato |
| P        | Rob Gray           | Metropolitans 92 | 29 ottobre 2020  | svincolato |
| G        | Branden Frazier    | Fethiye Belediye | 26 febbraio 2021 | svincolato |
| C        | Ibrahima Fall Faye | Anversa Giants   | 27 febbraio 2021 | svincolato |
| AC       | Rašid Mahalbašić   | EWE Oldenburg    | 10 giugno 2021   | svincolato |

| Cessioni | Cessioni        | Cessioni          | Cessioni         | Cessioni    |
| R.       | Nome            | a                 | Data             | Modalità    |
| -------- | --------------- | ----------------- | ---------------- | ----------- |
| GA       | Wesley Saunders | Fortitudo Bologna | 29 ottobre 2020  | rescissione |
| P        | Nikola Rebić    | Nanterre 92       | 24 dicembre 2020 | rescissione |
| AC       | Darral Willis   | Brescia           | 21 gennaio 2021  | rescissione |